# Antonio Mancini (criminale)
Antonio Mancini, soprannominato Accattone o zio Nino (Castiglione a Casauria, 4 febbraio 1948), è un criminale e collaboratore di giustizia italiano, ex esponente dell'organizzazione criminale romana nota come la Banda della Magliana, una delle più potenti ed influenti mafie d'Italia tra la fine degli anni settanta e l'inizio degli anni novanta.

## Biografia
Nato a Castiglione a Casauria, in provincia di Pescara, ma cresciuto a Roma, nel quartiere di San Basilio (dove s'era trasferito ad 11 anni con la famiglia), Mancini iniziò la sua carriera criminale da giovanissimo: a 12 anni rubò infatti una Lambretta e finì per la prima volta nel carcere minorile a 14 anni. Diventò poi membro di una banda (in gergo batteria) specializzata nell'assalto ai treni, di cui era membro, tra gli altri, anche Gianfranco Urbani, detto Er Pantera, proprio come lui futuro membro della Banda.
Nell'ambiente era conosciuto con il soprannome di Accattone, nomignolo con cui era spesso chiamato scherzosamente dai propri compagni per via sia d'una sua certa passione per il film omonimo di Pasolini (e della sua opera letteraria, essendo pure un lettore appassionato), che vide svariate volte, sia per la somiglianza con i ragazzi di vita tratteggiati nell'opera del poeta-regista:  smentì poi ogni suo coinvolgimento nell'omicidio del poeta.
Durante i suoi soggiorni nel carcere di Regina Coeli, rafforzò i legami con numerosi esponenti della malavita romana e non, tra cui Nicolino Selis, detto Er Sardo e componente di una "batteria" che operava tra Acilia ed Ostia (anch'essa tra l'altro specializzata nell'assalto ai treni in cui militò il primo futuro pentito di quella che sarà la banda della Magliana, Fulvio Lucioli detto Fulvietto o  Er sorcio). Il contatto con Selis sarà importante per l'"accattone", poiché sarà grazie a costui che sposerà a pieno il progetto di partecipare alla creazione di una forte organizzazione malavitosa composta di soli romani e volta al controllo in esclusiva dei traffici criminali nella capitale. In tale progetto, il duo Selis-Mancini coinvolse molti criminali di loro conoscenza che da lì a poco tempo sarebbero diventati celeberrimi boss del nuovo sodalizio criminale: Edoardo Toscano detto l'"operaietto", Giuseppe Magliolo il killer, Angelo de Angelis detto "Er catena", Giovanni Girlando detto "er roscio" e Libero Mancone.

### La Banda della Magliana
Nel 1979, una volta uscito dalla casa di lavoro di Soriano nel Cimino (sarà in totale libertà dall'ottobre del 1980), diventa membro della Banda della Magliana, nell'ambito della quale svolgeva principalmente il compito di drizzare i torti (ovvero di “persuadere” eventuali debitori morosi o altri temerari che si ribellavano alla lex de imperio della banda), Mancini era legato da profonda amicizia al boss testaccino Danilo Abbruciati detto "Er camaleonte", che accompagnò diverse volte a Milano nel periodo in cui il bandito Francis Turatello era sotto processo; con il "camaleonte" formò il plotone d'esecuzione di Antonio Leccese, nell'ambito della medesima spedizione che portò all'eliminazione dell'ex compare e compagno di detenzione Nicolino Selis (cognato di Leccese) il 3 febbraio 1981, per dissidi interni alla banda. Poco più di un mese dopo prese parte all'agguato di via di Donna Olimpia a danno dei fratelli Proietti detti "pesciaroli", accusati da quelli della Magliana di essere gli esecutori dell'omicidio del loro leader Franco Giuseppucci detto "Er negro" avvenuto il 13 settembre 1980.
La sera del 16 marzo 1981, Antonio Mancini e Marcello Colafigli intercettarono Maurizio Proietti, detto "il pescetto", e il fratello Mario, soprannominato "palle d'oro", nei pressi del numero civico 152 di via di Donna Olimpia  a Monteverde, un quartiere di Roma: nel furibondo scontro a fuoco che ne seguì perse la vita Maurizio Proietti, mentre i due banditi della Magliana furono feriti. Nel tentativo di evitare l'arresto e aprirsi un varco, Colafigli e Mancini inscenarono il rapimento di uno dei figli dei Proietti, senza riuscire nell'intento. Maurizio Abbatino in sede processuale racconterà di essere stato presente sul posto insieme a Raffaele Pernasetti e Giorgio Paradisi in macchina e di essere andati via con l'arrivo della polizia; il pentito disse di essersi precostituito un alibi: insieme a Edoardo Toscano doveva risultare essere a casa di Alvaro Pompili a Filettino. Durante il confronto in aula Mancini, Colafigli e Pernasetti però smentirono Abbatino.
In seguito ai fatti di via di Donna Olimpia, per Mancini si aprirono le porte del carcere. 
(Retroscena di Maurizio Abbatino.)
In realtà venne mandato a Sulmona. Da qui il 22 maggio 1985 fu trasferito alla fortezza di Pianosa con l'accusa di essere il mandante dell'omicidio di Sisto Nardocchi, avvenuto in carcere nell'agosto del 1983. Fu condannato a 28 anni di reclusione. L'esperienza a Pianosa durò meno del previsto, infatti il 13 febbraio 1986 fu trasferito inaspettatamente a Busto Arsizio; il pentito racconterà in seguito che l'intercessione di Enrico Renatino De Pedis presso “qualcuno al ministero” (il direttore degli Affari generali del Ministero di Grazia e Giustizia Carlo Adriano Testi tramite Claudio Vitalone) si rivelò determinante per il raggiungimento di questo inatteso risultato. Il 26 maggio 1986 rifiutò, insieme a Toscano, di evadere al termine di un'udienza del maxi processo alla Banda dall'aula Occorsio del tribunale di Roma, episodio ancora oggi famoso e per certi versi scandaloso che vide alla fine protagonista un altro membro della banda, Vittorio Carnovale detto Er coniglio. Mancini era infatti vicino a ottenere un regolare permesso dopo sei anni di detenzione.
Una pagina particolarmente importante della vita di Mancini fu quella riguardante la relazione con Fabiola Moretti, l'ex compagna di Abbruciati (nel frattempo ucciso a Milano il 27 aprile 1982). Enrico De Pedis e Raffaele Pernasetti avevano mantenuto i contatti con Mancini proprio grazie alla donna che aveva acquisito, al fine di avere i colloqui in
carcere con l'Accattone, la qualifica di “convivente”. Con la Moretti, legata tra l'altro a De Pedis da una profonda amicizia (legame che predilesse temporaneamente allorquando costui, entrato in conflitto con l'ala maglianese della banda di cui Mancini era esponente, venne ucciso in via del Pellegrino il 2 febbraio del 1990), visse intensi anni al limite della legalità e trascorse con lei l'ultimo periodo da criminale. Uscito di galera nel 1992 per un cumulo, dopo 11 anni di carcere, iniziò a scontare la pena nella casa di lavoro di Saliceta San Giuliano in provincia di Modena. Il 16 aprile 1993 fu arrestato come conseguenza delle rivelazioni di Maurizio Abbatino. Uscito dopo poco, nella notte tra il 16 e il 17 gennaio 1994 venne nuovamente arrestato, con la Moretti e la figlia Natascia, poiché nella cassaforte di casa sua vennero rinvenuti gioielli per oltre mezzo miliardo di lire, due pistole con centinaia di proiettili e un chilogrammo di eroina purissima (era uscito dalla casa lavoro in licenza speciale per motivi di salute); l'arresto precedette di poco la decisione di collaborare con la giustizia insieme alla stessa Moretti.

### Il pentimento
Nell'interrogatorio reso il 25 aprile 1994, l'Accattone spiegò così le ragioni della sua scelta di collaborazione:
(Interrogatorio di Antonio Mancini del 25 aprile 1994)
Le dichiarazioni dell'Accattone aiutarono gli inquirenti a svelare molti dei misteri che ancora avvolgevano la banda e numerosi fatti di cronaca nera degli ultimi trent'anni: il delitto Pecorelli, i rapporti con i servizi segreti, il ruolo della Banda nelle ricerche della prigione di Aldo Moro e l’agguato a Enrico De Pedis. Nel corso degli interrogatori di Mancini, la sua convivente Fabiola Moretti fu vittima di strane visite e atti intimidatori, non ultimo l'irruzione in casa di misteriosi ladri, avvenimento assai strano per un boss del calibro dell'Accattone, sintomatico di una perdita di prestigio nell’ambiente malavitoso: ricevette pressioni da parte di tale Angelo, legato ai servizi segreti e in stretto rapporto con il suo ex compagno Abbruciati. Tali visite erano da parte di persone che volevano verificare la notizia della collaborazione di Mancini, oltre al fatto che Renzo Danesi incaricò Lamberti Canino di Ostia di avvertire l’ambiente riguardo al pentimento; due anni dopo le rivelazioni riguardo all’omicidio Pecorelli, precipitata in una grave depressione, ritratterà tutte le accuse (Abbatino dirà di essere certo del fatto che la donna fu spinta a ritrattare, per poi venire protetta grazie a un accordo con i testaccini).
Riguardo al delitto Pecorelli, Mancini, nell'interrogatorio al pm di Perugia dell'11 marzo 1994, rivelò che, secondo quanto saputo da Enrico De Pedis: 
 In seguito aggiungerà che, secondo quanto riferitogli da Abbruciati, la richiesta arrivò da Pippo Calò e il mandante fu Claudio Vitalone. Quest'ultimo accusò Mancini di essere un finto pentito attirato da “cinque milioni al mese, più casa e bollete pagate” promessigli da un altro magistrato; l’Accattone lo querelò ma perse la causa. Mancini chiamò in causa anche Gianni Letta e il giudice Augusta Iannini (moglie di Bruno Vespa): "Si trattava del progetto di farmi trasferire a Rebibbia, carcere soft. Secondo De Pedis là alcuni detenuti avrebbero sequestrato delle guardie. Io sarei intervenuto sedando la rivolta. Gianni Letta, allora direttore de Il Tempo, sul suo giornale avrebbe fatto risaltare il valore del mio intervento. In questo modo il giudizio sulla mia pericolosità sarebbe del tutto cambiato. E la Iannini, giudice di sorveglianza, avrebbe agevolato la concessione di benefici nei miei confronti"; la Iannini querelò il pentito precisando che l'unico suo rapporto con De Pedis fu un mandato di cattura per tentato omicidio.
Nel maxiprocesso alla Banda, il 23 luglio 1996 fu condannato a un anno per poi ottenere gli arresti domiciliari.
Stabilitosi a Jesi in quell’anno, ebbe l'opportunità di reinserirsi nella società diventando assistente nel pulmino comunale che accompagnava i disabili. Rimasto senza protezione poco tempo dopo, nonostante la collaborazione, si fece intervistare più volte negli anni a viso scoperto.
Nel febbraio 2006 Mancini tornò alla ribalta della cronaca affermando, in un'intervista a Chi l'ha visto?, di aver riconosciuto nella voce di Mario, il misterioso telefonista del rapimento di Emanuela Orlandi (cittadina vaticana, figlia di un commesso della Prefettura della Casa Pontificia, sparita in circostanze misteriose all'età di 15 anni il 22 giugno del 1983 a Roma), quella di un sicario al servizio di De Pedis, tale Rufetto. Le indagini condotte dalla Procura della Repubblica tuttavia, non confermarono quanto dichiarato da Mancini.

Nel 2007, Mancini fornì dichiarazioni relative al coinvolgimento di De Pedis e di alcuni esponenti vaticani nella vicenda di Emanuela Orlandi, rivelando ai magistrati della Procura di Roma che in carcere, all'epoca della scomparsa della quindicenne «si diceva che la ragazza era robba nostra (della Banda, ndr), l'aveva presa uno dei nostri». Le dichiarazioni di Mancini sembrano confermate anche da Maurizio Abbatino, altro pentito e grande accusatore della Banda, che, nel dicembre del 2009, rivelerà al procuratore aggiunto titolare dell'inchiesta sulla Magliana alcune confidenze raccolte fra i loro membri sul coinvolgimento di De Pedis e dei suoi uomini nel sequestro e nell'uccisione di Emanuela nell'ambito di rapporti intrattenuti da lui con alcuni esponenti del Vaticano. 

Il 24 luglio 2011, in un'intervista a La Stampa, ha dichiarato che effettivamente la Orlandi fu rapita dalla Banda per ottenere la restituzione del denaro investito nello IOR attraverso il Banco Ambrosiano, come ipotizzato dal giudice Rosario Priore. Mancini ha aggiunto di ritenere sottostimata la cifra di 20 miliardi e che fu De Pedis a far cessare gli attacchi contro il Vaticano, malgrado i soldi non fossero stati tutti restituiti, ottenendo in cambio, fra le altre cose, la possibilità di essere sepolto nella basilica di Sant'Apollinare, come poi effettivamente avvenne. 

In effetti nel 2005 alla redazione di Chi l'ha visto? era arrivata una telefonata anonima in cui si diceva che per risolvere il caso Orlandi era necessario andare a vedere chi è sepolto nella basilica di Sant'Apollinare e controllare «del favore che Renatino fece al cardinal Poletti». Si scoprì così che "l'illustre" defunto altri non era che De Pedis. 
Nel maggio 2012 finalmente verrà aperta la tomba di De Pedis ma al suo interno è presente unicamente la salma del defunto che, per espresso desiderio dei familiari, è stata cremata. Allora si è scavato più approfonditamente, ma sono state trovate solo nicchie con resti di ossa risalenti al periodo napoleonico. Quattro giorni dopo, il 18 maggio, è stato indagato don Pietro Vergari per concorso in sequestro di persona.
Intervistato nel 2010 da Carlo Bonini per un'inchiesta de La Repubblica Mancini ha raccontato:
In una intervista sempre de La Repubblica Mancini ha rivelato di aver affidato, prima di essere arrestato, un miliardo e trecento milioni di lire a Enrico Nicoletti, considerato il cassiere della banda. Quest'ultimo li avrebbe girati a Danilo Coppola, imprenditore romano. Questo getta un'ombra sulle attività di Coppola e sul potere finanziario che ancora oggi la Banda della Magliana avrebbe negli ambienti della capitale.
In una lunga intervista del 2014 a Il Fatto Quotidiano racconta:
Rapporti con i servizi segreti in quei periodi ce li ho avuti io tramite Abbruciati con i quali ho incontrato due ufficiali al laghetto dell'EUR di cui uno si chiama Fabbri e l'altro Paoletti, un carabiniere o un poliziotto, e questo fatto di questo incontro stranamente al processo Pecorelli sono stati loro stessi a confermarlo. 

Della fazione Magliana la chiave [del deposito di armi al Ministero della Sanità, ndr] ce l'aveva Sicilia, dall'altra parte dovevano chiamare Carminati. Quel fucile che dicono che hanno trovato sul treno [il mitra MAB trovato il 13 gennaio 1981 insieme a esplosivo T4 dello stesso tipo utilizzato per la strage di Bologna, ndr] apparteneva al deposito e non lo ha preso di certo Sicilia, fate voi. 

Passavamo la domenica insieme e lui [ De Pedis, ndr] faceva il giro delle sette chiese col telefono e mentre telefonava si chinava come se aveva il personaggio davanti. E quando gli dicevo "falla finita, me fai vergogna' " diceva lui "mo' me piego io, dopo se piegheranno loro" E si sono piegati perché è morto incensurato. Io affermo convintamente: se De Pedis non fosse stato ucciso oggi stava non dico al Governo, comunque stava in Parlamento.»
Nel 2015 è finito sotto i riflettori per la sua biografia Con il sangue agli occhi, scritta con Federica Sciarelli, e per il suo romanzo Qualcuno è vivo.
Nel 2016, partendo dal racconto della sua personale esperienza ed interpretando se stesso, ha debuttato nel cine-spettacolo di Milo Vallone Il Mondo di Mezzo. Dalla Banda della Magliana a Mafia Capitale raccontando nelle varie repliche per tutta la penisola, 40 anni di malavita romana e italiana.
Nel maggio di quell'anno sua figlia è stata di nuovo arrestata insieme al fidanzato nomade con l'accusa di spaccio e condannata a 8 mesi di reclusione; in precedenza era già stata condannata a 10 mesi. Fabiola Moretti era finita in cella nel dicembre 2015 per aver accoltellato il ragazzo di sua figlia, indesiderato dalla donna e finirà dentro per droga nel novembre 2016 e nel novembre del 2019.

## Mancini nella cultura di massa
- Ad Antonio Mancini è ispirato il personaggio interpretato da Giampaolo Morelli in Vite a perdere, miniserie TV del 2003 liberamente ispirato al libro Ragazzi di malavita - Fatti e misfatti della Banda della Magliana.
- La figura di Mancini ha ispirato il personaggio di Ricotta nel libro Romanzo criminale, scritto nel 2002 da Giancarlo De Cataldo e riferito alle vicende realmente avvenute della banda della Magliana. Nell'omonimo film che ne verrà poi tratto, diretto da Michele Placido nel 2005, il personaggio fu interpretato dall'attore Andrea Ricciardi, mentre nella serie televisiva, diretta da Stefano Sollima, i suoi panni furono vestiti da Giorgio Caputo.
- Il personaggio di Antonio Mancini è interpretato dall'attore Giacomo Gonnella nel film del 2016 La verità sta in cielo, ispirato al caso di Emanuela Orlandi.